# Juan Luis Irigaray
Juan Luis Irigaray Huarte (Pamplona, 27 de junio de 1956), fue presidente del Club Atlético Osasuna desde 1996 hasta 1998.